# Punta Bianca della Grivola
La Punta Bianca della Grivola (Pointe blanche de la Grivola in francese, 3.793 m s.l.m.), anche più semplicemente Punta Bianca o Pointe blanche rispettivamente, è una montagna del Massiccio del Gran Paradiso, nelle Alpi Graie.

## Caratteristiche

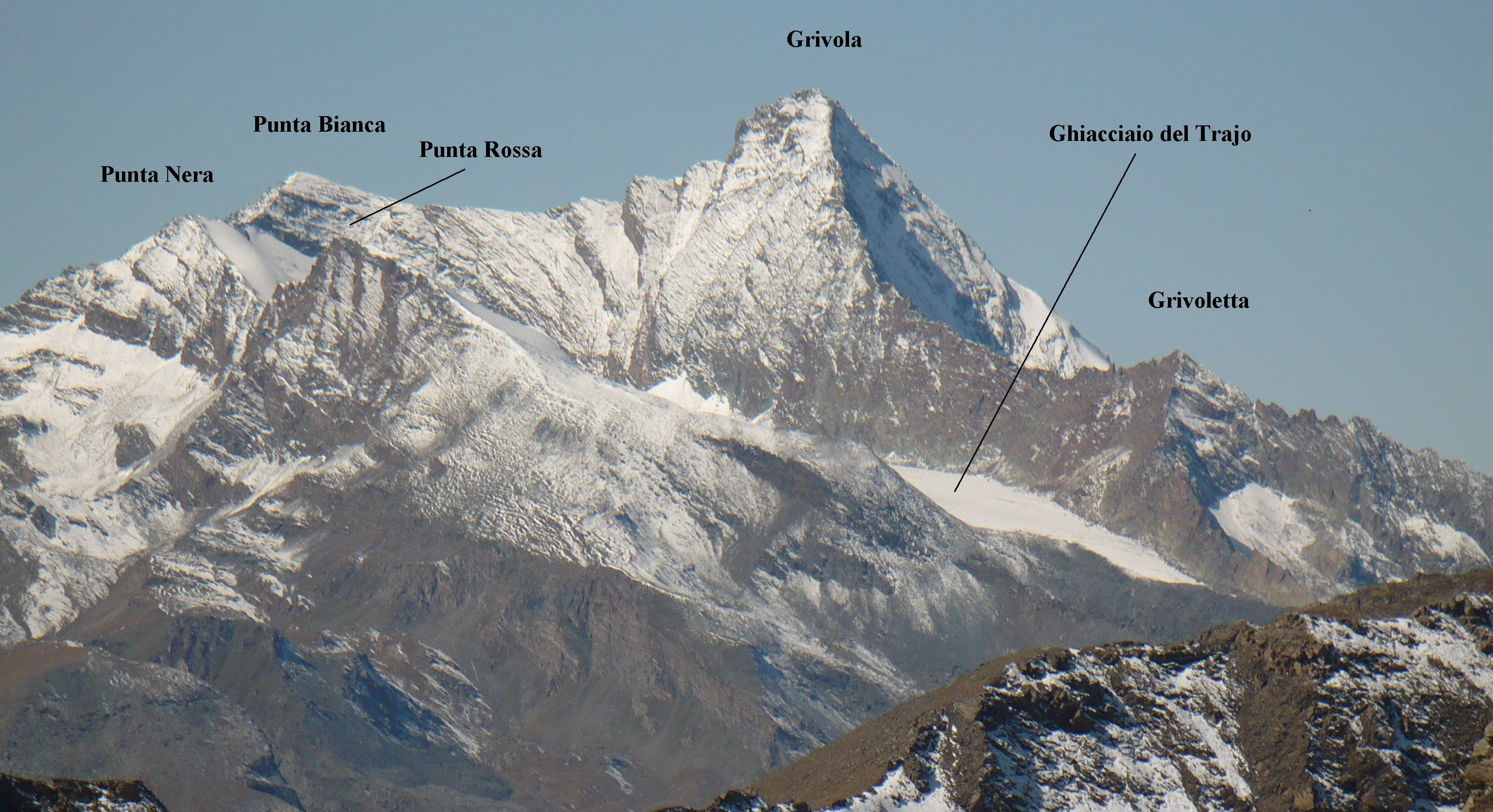
Indicazione di alcune vette intorno alla Grivola.

La vetta si trova in Valle d'Aosta, tra i comuni di Cogne e Valsavarenche, appena a sud della più alta Grivola. Può essere considerata un'anticima della medesima.
La montagna contorna a nord-ovest il Ghiacciaio del Trajo.

## Salita alla vetta
Si può salire sulla vetta partendo dal Rifugio Vittorio Sella. Dal rifugio si sale al Colle della Nera (o Col de la Noire - 3.491 m). Dal colle si sale la Punta Nera e poi, sempre seguendo la cresta, si arriva alla Punta Bianca.
Dalla Valsavarenche si può salire partendo dalla località Tignet e passando per il bivacco della Grivola (3.320 m).